# Un anciano con su nieto
Un anciano con su nieto es una pintura al temple sobre tabla del artista del Renacimiento italiano Domenico Ghirlandaio. Fechada en 1490, es una de las obras más conocidas del autor y destaca por su intensidad expresiva. Su realismo ha sido descrito como único entre los retratos del Quattrocento. Es uno de los pocos cuadros conocidos de un importante maestro renacentista que presenta el tema de un abuelo con su nieto.

## Descripción
El cuadro representa a un hombre anciano con una túnica roja, abrazando a un niño también vestido de rojo. Están sentados en un interior iluminado, que contrasta con una pared oscura al fondo. En la parte superior derecha de la tabla hay una ventana a través de la cual se observa un paisaje indeterminado, con un terreno irregular de caminos sinuosos que discurren tras una colina, propio de Ghirlandaio. Una montaña y una pequeña iglesia se levantan junto a un lago. La vegetación está iluminada con reflejos dorados, mientras que en la distancia las colinas más lejanas se pierden en la niebla, difuminadas en tonos azules.
La túnica y el chaperón ribeteados con piel de zorro del hombre, y el elegante jubón y el gorro del niño indican que los personajes pertenecían a la clase acomodada del siglo XV. A pesar de que tradicionalmente se ha supuesto que los protagonistas eran un abuelo y su nieto, sus identidades son desconocidas.
Una característica destacada de la pintura es la deformidad de la nariz del hombre, un síntoma de rinofima. Ghirlandaio mostró el retrato de una forma natural y empática, en contradicción con la teoría fisiognómica de la época, que mantenía una conexión entre el aspecto externo y la personalidad interna. Más que insinuar un defecto de su carácter, el cuadro invita a apreciar la virtud del hombre. A pesar de su nariz deforme, sus cabellos grises y el lunar prominente, nada de ello daña la dignidad, sagacidad y sabiduría del anciano.

## Significado
Es posible que la pintura tuviese una finalidad conmemorativa en su origen, y que el niño fuera una invención narrativa que pretendía enfatizar la benevolencia del hombre. La intensidad de la imagen se refleja en el contraste entre el rostro curtido y sabio del adulto y el perfil delicado del niño. La atmósfera familiar y el profundo vínculo afectivo quedan resaltados con el contacto visual entre ambos, que se miran con una gran serenidad. La diagonal creada por las direcciones de las miradas queda perfectamente equilibrada con la composición del paisaje que se abre a la derecha.
La pintura describe un momento de intimidad entre un anciano y un niño, enfatizado por la posición de la mano del joven en el pecho del hombre y la expresión amable del adulto. Esta muestra de afecto dota al cuadro de una cualidad emocional más allá de lo esperado en un retrato dinástico tradicional. Según el historiador de arte Bernard Berenson, "no hay un cuadro más humano en todo el periodo de la pintura del Quattrocento, ya sea dentro o fuera de Italia."

## Estila
Aunque no se conocen las circunstancias del encargo de la pintura, sobre la base de una afinidad estilística se considera que pertenece a la etapa madura de la producción del artista, de la misma época que los frescos de la Capilla Sassetti y la Adoración de los pastores, con la cual comparte el estilo del paisaje. A pesar de que la composición está relacionada con la temática del retrato de los Países Bajos, el motivo de personajes en un interior con un paisaje visto en la distancia era común en la Italia de mediados del siglo XV.
El extraordinario realismo de los cabellos grises del anciano evoca las obras florentinas de la época.
La elaboración de la figura del niño, tal vez obra de un ayudante, es de inferior calidad. En cualquier caso tiene un bello perfil, con la expresión típicamente infantil de la boca entreabierta. La luz ilumina los dos personajes de forma complementaria, desde el centro hacia los bordes, con un uso de tonalidades similares que aumentan el vínculo entre las dos generaciones que se miran a los ojos.

## Historia
El origen de la pintura es incierto hasta 1880, momento en el cual ingresó en el Museo del Louvre tras ser rechazada por el Museo del Káiser Friedrich de Berlín debido a las condiciones en las que se encontraba. Varios cronistas de finales del siglo XIX reseñaron que el cuadro se había erosionado por un exceso de limpieza, y que tenía arañazos que desfiguraban el rostro del hombre. Estas marcas estarían producidas probablemente por un clavo que sobresalía de la caja en la cual fue transportada la pintura a caballo. En 1996 la pintura fue limpiada y retocada, disimulándose las rozaduras y demás pérdidas de color.
Un dibujo de Ghirlandaio titulado Cabeza de anciano, que había pertenecido a Giorgio Vasari, representa al mismo hombre que el de la pintura. El dibujo, que actualmente se conserva en el Museo Nacional de Estocolmo, muestra al anciano con los ojos cerrados. Esto hace suponer que el retrato podría haber sido realizado mientras el modelo dormía o tras su muerte, en cuyo caso habría servido como máscara mortuoria gráfica. La fidelidad a la realidad sugiere sin embargo que estaba destinado a un uso privado, al estar desprovisto de toda retórica oficial.
| |
| Cabeza de anciano. Dibujo con punta de metal sobre papel rosa, realzado con blanco. 28.1 cm x 21.5 cm. Museo Nacional de Estocolmo. |

|                                            |
| Imagen anterior a la restauración de 1996. |